# Blues Funeral
Blues Funeral è un album di Mark Lanegan, pubblicato nel febbraio 2012.

## Tracce
1. The Gravedigger's Song
2. Bleeding Muddy Water
3. Gray Goes Black
4. St. Louis Elegy
5. Riot in My House
6. Ode to Sad Disco
7. Phantasmagoria Blues
8. Quiver Syndrome
9. Harborview Hospital
10. Leviathan
11. Deep Black Vanishing Train
12. Tiny Grain of Truth